# Chutney

Chutney, czatni, hindi चटनी ćatni – gęsty sos używany w kuchni indyjskiej. Sporządzany z owoców i warzyw, z rodzynkami, czosnkiem, cebulą, musztardą, octem itp. Używany do potraw mięsnych i wegetariańskich. W smaku może się wahać od bardzo pikantnego do łagodnego, także słodkiego. W Europie Zachodniej dostępny w formie gotowej, sprzedawany w słoiczkach. W Indiach sporządzany na bieżąco, często z sezonowych składników. W południowych Indiach podawany wraz z sambarem jako dodatek do dosy.
W Polsce odpowiedniki sosów typu chutney znane były od bardzo dawna (pojawiają się nawet przepisy z XVII w.) pod nazwą gąszcze.

## Tradycyjne odmiany
- Narijal ki ćatni  – kokosowe
- Pjaz ki ćatni  – cebulowe
- Tamatar ki ćatni  – pomidorowe
- Dhanije ki ćatni  – kolendrowe
- Pudine ki ćatni  – miętowe (ta i powyższa odmiana zwane także hari ćatni – zielone chutney)
- Imli hi ćatni  – tamaryndowe
- Am ki ćatni  – mangowe (z zielonych, niedojrzałych owoców)
- Nimbu ki ćatni  – limonkowe
- Lahsun ki ćatni  – czosnkowe (z orzechem kokosowym)
- Kira ki ćatni  – ogórkowe